# Tatia galaxias
Tatia galaxias är en fiskart som beskrevs av Mees, 1974. Tatia galaxias ingår i släktet Tatia och familjen Auchenipteridae. Inga underarter finns listade i Catalogue of Life.
Denna fisk förekommer med flera från varandra skilda populationer i Colombia och Venezuela. Exemplaren blir ungefär 12,5 cm långa. De lever i vattendrag och insjöar, ofta i träskmarker. Födan utgörs av insektslarver och små kräftdjur.
Lokala populationer hotas av vattenföroreningar. Tatia galaxias bedöms som vanligt förekommande. IUCN listar arten som livskraftig (LC).